# Robert Merrill King
Robert Merrill King (Portland (Maine), 13 februari 1930 – Windsor (Colorado), 3 september 2007) was een Amerikaans botanicus die was gespecialiseerd in de composietenfamilie (Asteraceae).

## Loopbaan
Hij was werkzaam bij de afdeling plantkunde van het National Museum of Natural History (Smithsonian Institution). Hij werkte onder meer samen met botanicus Harold Robinson.
King is (mede)auteur van meer dan 1500 botanische namen. Hij heeft publicaties op zijn naam in tijdschriften als Annals of the Missouri Botanical Garden, Brittonia, Phytologia en Phytochemistry. Volgens ISIHighlyCited.com behoort hij tot de meest geciteerde auteurs op het gebied van de landbouwwetenschappen en de dier- en plantkunde.
Hij overleed in 2007 op 77-jarige leeftijd.